# 춤추는 젤라비
춤추는 젤라비는 GMTV가 제작한 TV 애니메이션 시리즈이다. 1998년 5월 18일부터 2003년 3월 27일까지 ABC 키즈에서 총 97화로 방영되었다.
대한민국에서는 1999년 11월 1일부터 2000년 4월 14일까지 SBS에서 방영되었다.

## 등장인물
- 반디
  - 나이: 3세
  - 색상:      노란색
- 암바
  - 나이: 6세
  - 색상:      주황색
- 코코
  - 나이: 6세
  - 색상:      분홍색
- 데니
  - 나이: 5세
  - 색상:      파란색
- 토람
  - 나이: 8세
  - 색상:      보라색
- 페페
  - 나이: 9세
  - 색상:      빨간색